# Coupe du monde masculine de hockey sur gazon 1998
Navigation
Édition précédente Édition suivante
La 9e édition de la coupe du monde de hockey sur gazon a lieu du 20 juin au 1er juillet 1998 à Utrecht aux Pays-Bas.

## Tour préliminaire

### Poule A
| Équipe           | PJ | V | N | D | BP | BC | Diff | Pts |
| ---------------- | -- | - | - | - | -- | -- | ---- | --- |
| Allemagne        | 5  | 4 | 1 | 0 | 18 | 7  | 11   | 13  |
| Pays-Bas         | 5  | 4 | 0 | 1 | 17 | 10 | 7    | 12  |
| Canada           | 5  | 1 | 3 | 1 | 13 | 12 | 1    | 6   |
| Corée du Sud     | 5  | 1 | 1 | 3 | 9  | 13 | −4   | 4   |
| Nouvelle-Zélande | 5  | 1 | 1 | 3 | 8  | 12 | −4   | 4   |
| Inde             | 5  | 1 | 0 | 4 | 6  | 17 | −11  | 3   |

### Poule B
| Équipe     | PJ | V | N | D | BP | BC | Diff | Pts |
| ---------- | -- | - | - | - | -- | -- | ---- | --- |
| Australie  | 5  | 4 | 1 | 0 | 24 | 3  | 21   | 13  |
| Espagne    | 5  | 4 | 1 | 0 | 14 | 4  | 10   | 13  |
| Pakistan   | 5  | 3 | 0 | 2 | 19 | 13 | 6    | 9   |
| Angleterre | 5  | 2 | 0 | 3 | 14 | 16 | −2   | 6   |
| Pologne    | 5  | 0 | 1 | 4 | 4  | 21 | −17  | 1   |
| Malaisie   | 5  | 0 | 1 | 4 | 4  | 22 | −18  | 1   |

## Phase finale
|  | Demi-finales | Demi-finales |                        |   | Finale      | Finale      |
|  | Demi-finales | Demi-finales |                        |   | Finale      | Finale      |
|  |              |              |                        |   |             |             |
|  | 30 mai 1998  | 30 mai 1998  |                        |   | 1 juin 1998 | 1 juin 1998 |
|  | 30 mai 1998  | 30 mai 1998  |                        |   | 1 juin 1998 | 1 juin 1998 |
|  | Pays-Bas     | 6            |                        |   | 1 juin 1998 | 1 juin 1998 |
|  | Pays-Bas     | 6            |                        |   | 1 juin 1998 | 1 juin 1998 |
|  | Australie    | 2            |                        |   | 1 juin 1998 | 1 juin 1998 |
|  | Australie    | 2            | Pays-Bas               | 3 |             |             |
|  | 30 mai 1998  |              | Pays-Bas               | 3 |             |             |
|  |              | Espagne      | 2                      |   |             |             |
|  | Allemagne    | Espagne      | 2                      | 0 |             |             |
|  | Allemagne    |              |                        | 0 |             |             |
|  | Espagne      | 3            |                        |   |             |             |
|  | Espagne      | 3            | Match pour la 3e place |   |             |             |
|  |              |              |                        |   |             |             |
|  | 1 juin 1998  |              |                        |   |             |             |
|  |              |              |                        |   |             |             |
|  | Australie    | 0            |                        |   |             |             |
|  | Australie    | 0            |                        |   |             |             |
|  | Allemagne    | 1            |                        |   |             |             |
|  | Allemagne    | 1            |                        |   |             |             |

### Nombre d'équipes par confédération et par tour
| Confédération | Phase de groupes                                | Demi-finales                 | Finale (dont champion) |
| ------------- | ----------------------------------------------- | ---------------------------- | ---------------------- |
| EHF           | 5 Allemagne Pays-Bas Espagne Angleterre Pologne | 3 Allemagne Pays-Bas Espagne | 2(1) Pays-Bas Espagne  |
| OHF           | 2 Nouvelle-Zélande Australie                    | 1 Australie                  | aucun                  |
| AHF           | 4 Corée du Sud Inde Pakistan Malaisie           | aucun                        | aucun                  |
| PAHF          | 1 Canada                                        | aucun                        | aucun                  |
| AfHF          | aucun                                           | aucun                        | aucun                  |
| Total         | 12                                              | 4                            | 2 (1)                  |